# 格倫瓦德橋

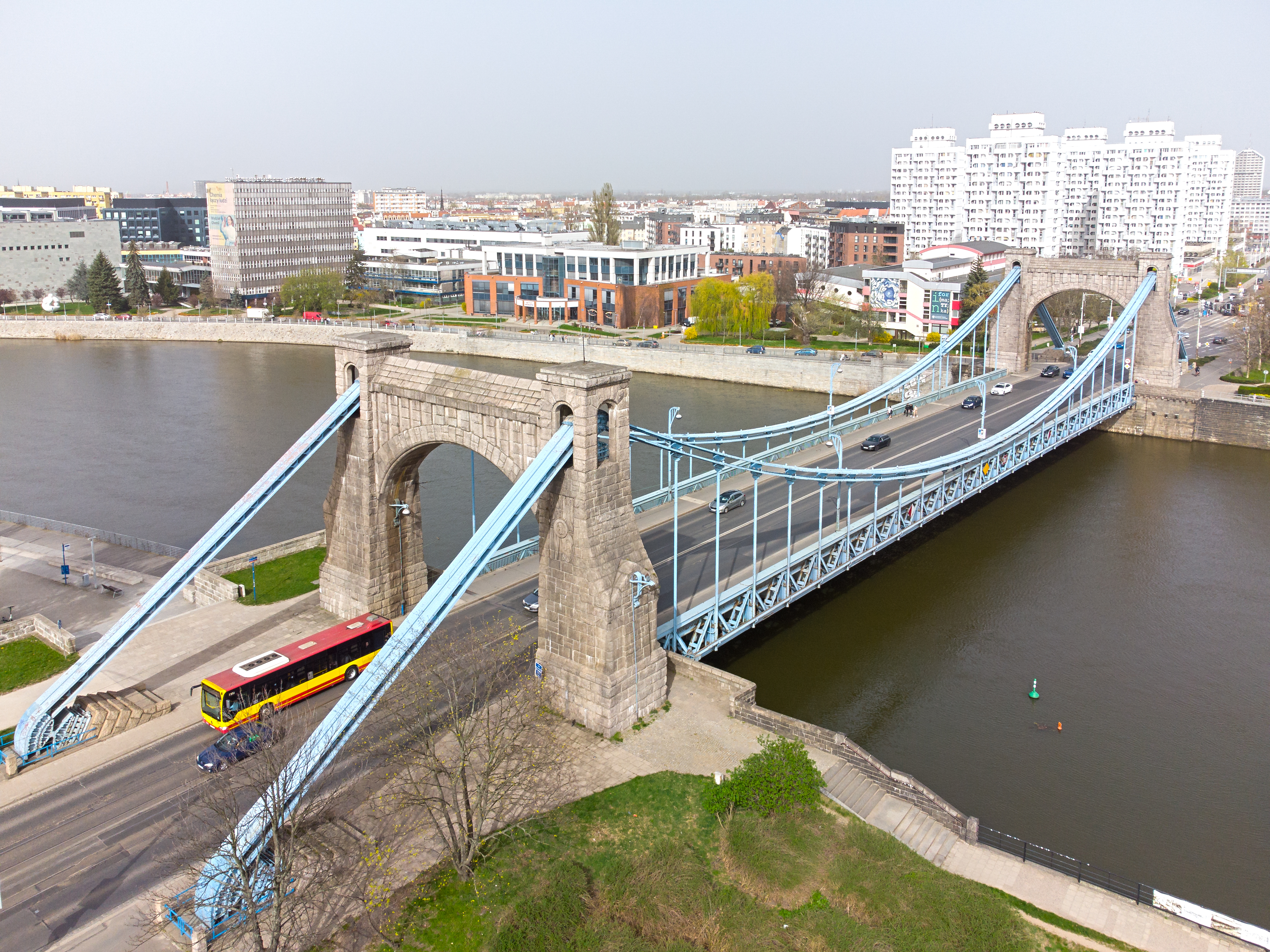
格倫瓦德橋

51°06′34″N 17°3′10″E / 51.10944°N 17.05278°E
格倫瓦德橋（波蘭語：Most Grunwaldzki）是波蘭城市弗羅茨瓦夫的一座橋樑，橫跨在奧得河之上，修建於1908年至1910年期間。這座橋樑最初名為帝國橋（Kaiserbrücke），後改名為自由橋（Freiheitsbrücke）。橋樑的設計者是Richard Plüddemann。這座橋樑也是波蘭同類型橋樑中最長的之一。